# 南蛮べっちょ
南蛮べっちょ（なんばんべっちょ）は秋田県峰浜村（現・八峰町）の郷土料理。能代山本地域（能代市）でも古くから食されており、精進料理としても食べられている。
「南蛮」は唐辛子の意であり、「べっちょ」は「泣きべそをかく」「汗をびっしょりかく」の意で、どちらも辛さに由来した身体反応からの命名である。
材料は季節の野菜、キノコ、菊の花、塩出しした漬物など地域によってもさまざまであるが、欠かせないのはエゴマの実をすり潰して作る「つぶ油」、つぶ油と味噌とを和えた「つぶ味噌」である。